# Williamston (Karolina Północna)
Williamston – miasto w Stanach Zjednoczonych, w stanie Karolina Północna, siedziba administracyjna hrabstwa Martin.